# 811
Năm 811 là một năm trong lịch Julius.